# Linia kolejowa nr 330
Linia kolejowa nr 330 – nieczynna niezelektryfikowana, lokalna jednotorowa linia kolejowa, łącząca pierwotnie stację węzłową Kamienna Góra ze ślepo zakończoną stacją Okrzeszyn. Linia przebiega w całości na obszarze województwa dolnośląskiego.
Linia powstała z inicjatywy miejscowego fabrykanta Rinkela w 1899 roku, jako prywatna Kolej Doliny Zadrny, służąc przewozom towarów z okolicznych fabryk i urobku z miejscowych kamieniołomów.
W 1946 roku, po zakończeniu II wojny światowej i zmianie granic państwowych, trasa została włączona w skład majątku Polskich Kolei Państwowych. W 1954 roku, z powodu wyludnienia terenów przygranicznych, zawieszono tutaj trwale regularny ruch pasażerski, a do początku lat 90. XX wieku – stopniowo – zaprzestano użytkowania linii w ruchu towarowym.
Ostatni pociąg pasażerski (specjalny skład pielgrzymkowy) pokonał linię 15 sierpnia 2002 roku. Według stanu na czerwiec 2015 roku, trasa była częściowo rozebrana oraz nieprzejezdna (ze względu na ubytki). Na krótkim odcinku w okolicy Krzeszowa okazjonalnie kursuje kolej drezynowa.

## Przebieg

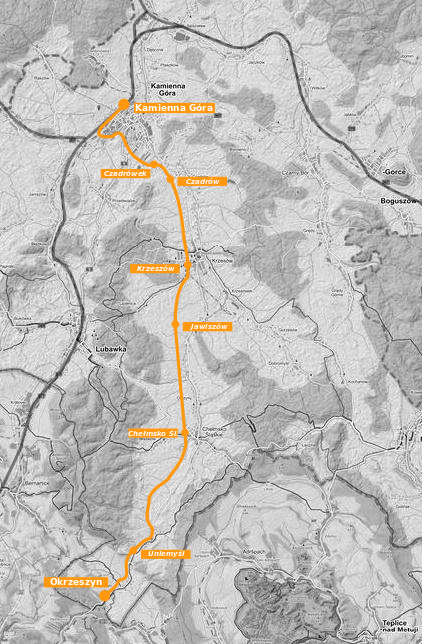
Przebieg linii Kamienna Góra – Okrzeszyn

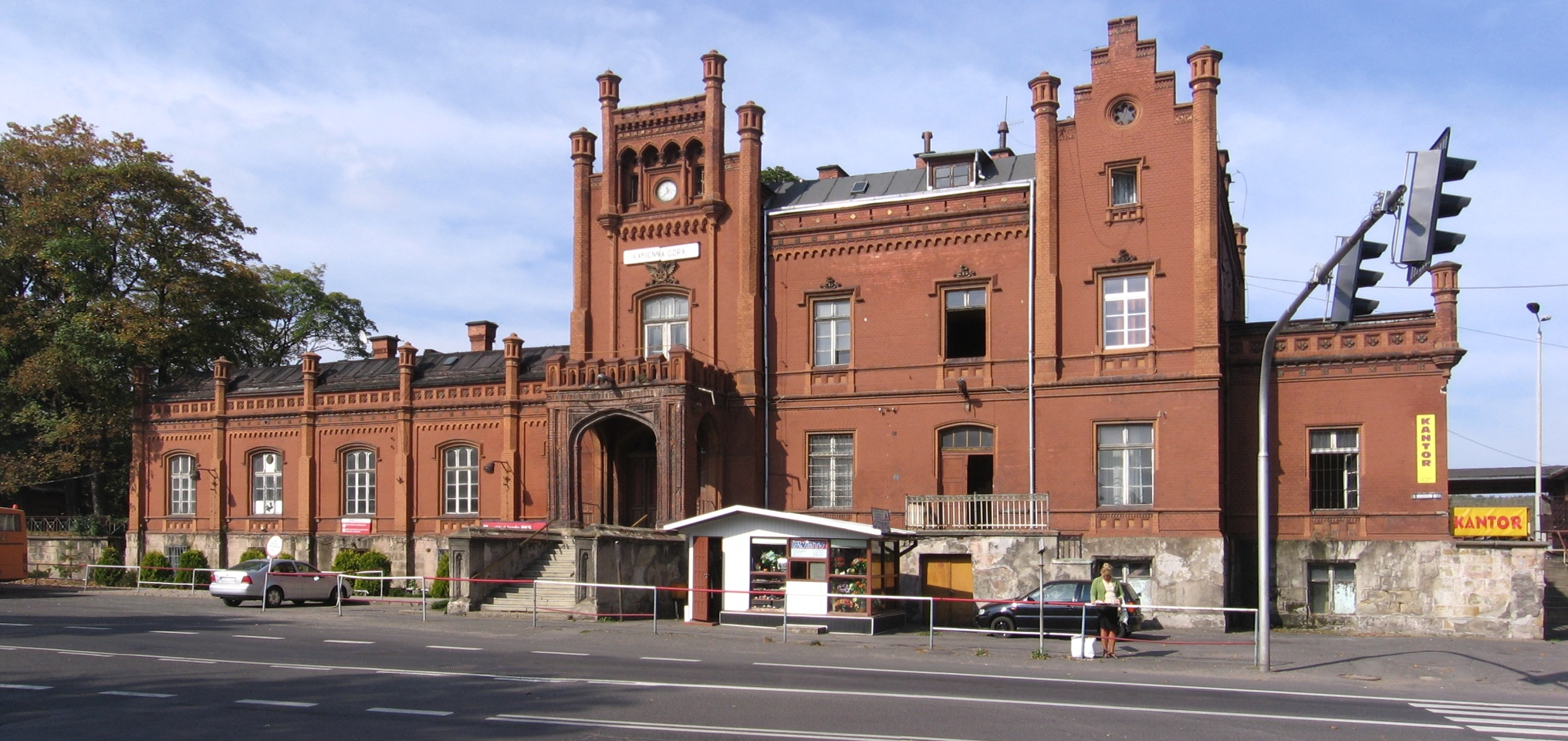
Dworzec kolejowy Kamienna Góra

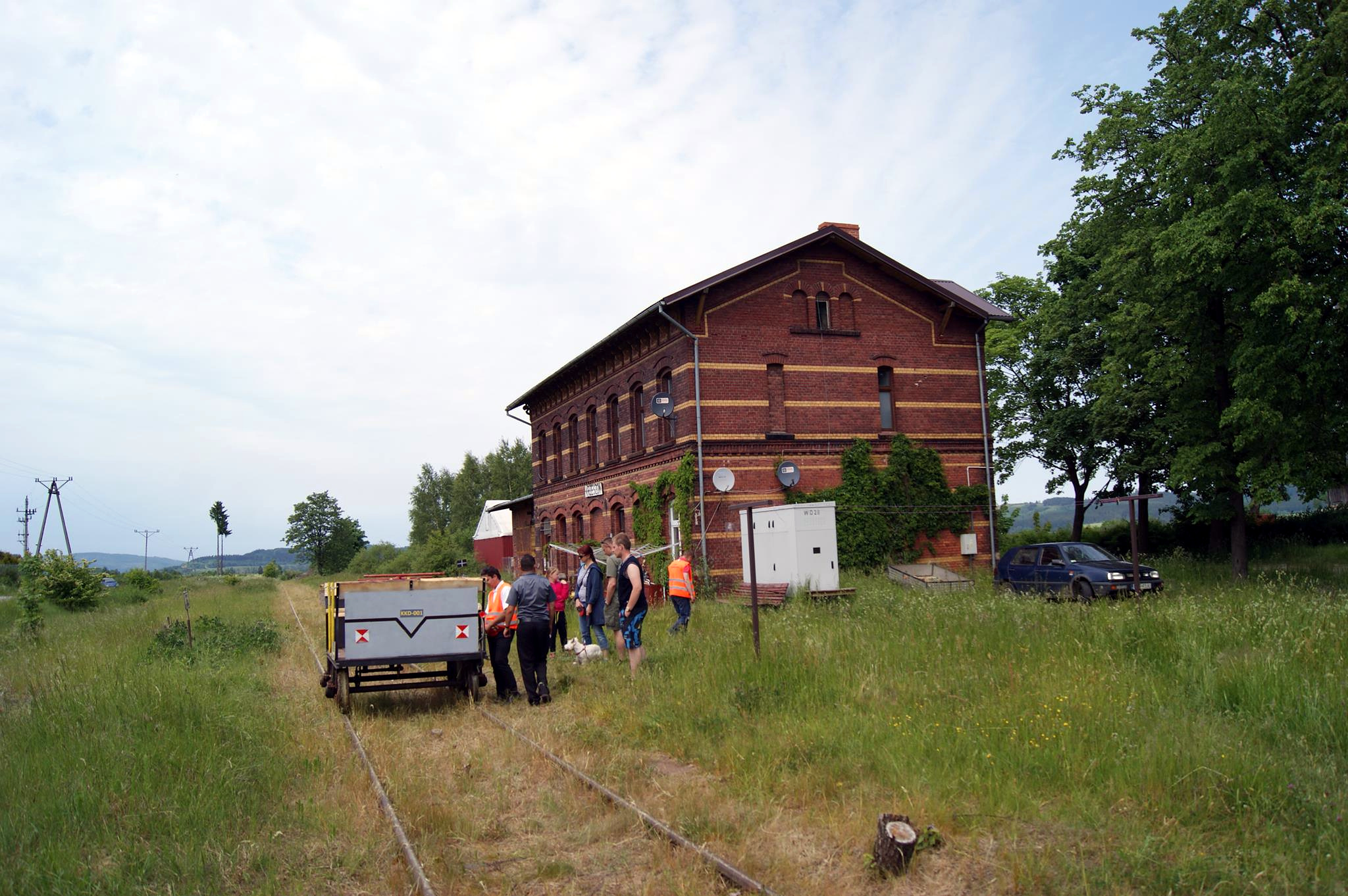
Stacja kolejowa w Krzeszowie podczas przejazdów kolei drezynowej stowarzyszenia „Koleje Karkonoskie” w czerwcu 2015 r.

Linia kolejowa nr 330 biegła w całości na obszarze obecnego województwa dolnośląskiego, w powiecie kamiennogórskim, w obrębie trzech gmin: miasta Kamienna Góra, gminy wiejskiej Kamienna Góra oraz gminy Lubawka.
Linię poprowadzono z Kamiennej Góry w stronę Okrzeszyna zasadniczo w kierunku południowym.
W przeciwieństwie do wielu pruskich kolejek, które z racji wymuszonej przepisami odrębności od państwowej sieci kolejowej otrzymywały własne małe dworce, linia kolejowa do Okrzeszyna posiadała pierwotnie swój peron na państwowym dworcu kolejowym w Kamiennej Górze, mając tam również punkt styczny z siecią państwową. Tor późniejszej linii kolejowej nr 330 odchodził z kamiennogórskiego dworca w kierunku południowym po stronie wschodniej (skrajny, lewy tor), ok. 600 m od budynku dworcowego odbijając od linii kolejowej nr 299 w kierunku zbliżonym do południowo-wschodniego w stronę wznoszących się ponad miastem Gór Kruczych.
Po wyjeździe na odrębny szlak, tor przecinał drogę kołową uczęszczaną dawniej przez dyliżansy pocztowe zmierzające w stronę Przełęczy Kowarskiej, której śladem przebiega obecnie częściowo droga krajowa nr 5. Następnie, szlak wznosił się po łuku na wysokim nasypie przy zabudowaniach przemysłowych, wiodącym na największy na całej trasie, dwuprzęsłowy kratownicowy most nad rzeką Bóbr, liczący 70 metrów długości.
Po minięciu mostu, tor szlakowy wcinał się głębokim wykopem we wzniesienia, tworzące przełęcz zwaną Bramą Czadrowską, wiodąc do położonego w kilometrze 1,663 przystanku Czadrówek. Za przystankiem szlak biegł ponownie w krótkim wykopie, za którym pociągi pokonywały nieduże wzniesienie. W pobliżu miejscowości Czadrów (ze stacją w kilometrze 4,775) tor wiódł przez wypłaszczenie – dolinę potoku Zadrna (Kotlina Krzeszowska) i prowadził w linii prostej na południe, równolegle (choć w pewnym oddaleniu) do obecnej szosy z Kamiennej Góry, do stacji w Krzeszowie (kilometr 7,523).
Za krzeszowską stacją następowało rozgałęzienie torów: w kierunku południowo-wschodnim prowadziła bocznica do kopalni piasku formierskiego w Krzeszówku, natomiast tor szlakowy linii odbijał na południowy zachód, wiodąc pomiędzy polami i długimi, typowymi w okolicy wsiami łańcuchowymi, na wysokości miejscowości Jawiszów (przystanek położony na uboczu wsi w km 11,631) ponownie zmieniając przebieg na południkowy.
W pobliżu miejscowości Chełmsko Śląskie – dawnego miasta – w kilometrze 14,693 zlokalizowano stację, leżącą niemal w połowie odległości między Krzeszowem a końcem linii, gdzie do 1945 roku mieściła się siedziba zarządu kolei. Za Chełmskiem Śląskim, około 18 kilometrów od Kamiennej Góry, linia opuszczała dolinę Zadrny, wkraczając w trudniejszą technicznie, dolinę potoku Ostrożnica, należącego do zlewni Morza Północnego. Szerokim łukiem, wcinającym się w wąską przełęcz między Wronim Wzgórzem a wzniesieniem Czerwona (między Górami Kruczymi a Zaworami), linia wiodła w kierunku południowo-wschodnim do centrum wsi Uniemyśl – z przystankiem w kilometrze 19,686, będącym najwyżej położonym punktem handlowym na całej trasie (na wysokości 550 m n.p.m.). Za przystankiem linia przekraczała dolinę Ostrożnicy kamiennym wiaduktem.
W dalszym, coraz bardziej krętym przebiegu, miejscami prowadzonym w głębokich wykopach, linia biegła centralną częścią tzw. Worka Okrzeszyńskiego, równolegle do głównej szosy. Ostatnie kilkaset metrów trasa kolei wiodła w pobliżu obecnego kamieniołomu melafiru, kończąc się na stacji w pobliżu Kościoła Narodzenia Najświętszej Marii Panny w Okrzeszynie (km linii 21,571), około 1,5 kilometra od granicy państwowej. Do zakończenia II wojny światowej za stacją zlokalizowane były warsztaty oraz lokomotywownia kolei.

## Historia

### Geneza
Po upadku tradycyjnego rzemiosła w górskich rejonach Śląska, pod koniec XIX wieku w wyniku rewolucji przemysłowej w okolicach Kamiennej Góry – zwłaszcza po doprowadzeniu tam w 1869 roku jednej z odnóg Śląskiej Kolei Górskiej, ważnej magistrali państwowej – nastąpił intensywny rozkwit włókiennictwa na skalę przemysłową. Rozwój przemysłu w Kamiennej Górze (będącej wówczas ośrodkiem miejskim większym od Wałbrzycha), jak również powstanie fabryk w pobliskim Chełmsku Śląskim i Uniemyślu, legły u podstaw inicjatywy budowy prywatnej linii kolejowej łączącej wspomniane miejscowości oraz górniczą wieś Okrzeszyn, leżącą kilometr od granicy prusko-austriackiej.
28 lipca 1892 roku Pruski Sejm Krajowy (Landtag) uchwalił „Ustawę o kolejkach i bocznicach prywatnych”, która umożliwiła budowę prywatnych i samorządowych linii lokalnych i bocznic. Wówczas powstały w Prusach liczne organizacje, mające na celu doprowadzenie kolei do miejscowości, w których upatrywano w uzyskaniu dostępu do sieci kolejowej możliwości rozwoju przemysłu i wymiany handlowej.
Bezpośrednim inicjatorem budowy kolei w dolinie Zadrny był Hermann Rinkel, bogaty właściciel dwóch fabryk tekstylnych w Kamiennej Górze.
Pierwotnie Rinkel starał się o budowę linii kolejowej wiodącej z Bolkowa, przez Kamienną Górę i Krzeszów do przejścia granicznego w Mieroszowie, dostrzegając alternatywę dla istniejącej wówczas od 20 lat państwowej linii kolejowej do przejścia granicznego w Lubawce. Zarówno postulat budowy takiej linii, jak i wszelkie próby kooperacji zostały odrzucone przez pruskie koleje państwowe. Wówczas Rinkel, chcąc wybudować linię kolejową, zmuszony został zgromadzić kapitał niezbędny do uzyskania koncesji, a następnie budowy linii z emisji akcji spółki„Kolej Doliny Zadrny” (niem. Ziederthalbahn AG), którą założył w 1896 roku. Udziały w spółce objął przedsiębiorca budowlany Artur Kremer oraz Hermann Bachstein, właściciel „Centralnego Biura Kolei Lokalnych” (niem.Zentralverwaltung für Secundärbahen H. Bechstein GmbH), które było wówczas jednym z największych niemieckich przedsiębiorstw specjalizujących się w budowie i eksploatacji kolejek dojazdowych wznoszonych na mocy ustawy z 1892 r. Kapitał założycielski wyniósł 1 milion marek.
Rinkel zabiegał o polepszenie możliwości transportu surowca dla swych zakładów oraz skomunikowanie z Kamienną Górą terenów, które zamieszkiwali potencjalni pracownicy jego fabryk. W memoriale, wydanym w 1899 roku z okazji uruchomienia linii, Rinkel pisał eufemistycznie o kwestii dowozu robotników do swoich zakładów, twierdząc, że budowa kolei stanowi „rozwiązanie z Bożą pomocą problemu ubogich tkaczy, którzy tu jeszcze zamieszkiwali”. Oprócz zasadniczej funkcji dowózu osób, towarów i surowców do Kamiennej Góry oraz miast zlokalizowanych przy trasie, budowniczowie kolei (jak zaznaczali w wydanym w 1899 roku memoriale) liczyli na rozwój ruchu turystycznego (Chełmsko Śląskie) i pielgrzymkowego. Linia posłużyć miała również eksploatacji miejscowych złóż glin oraz piasków szklarskich w okolicach Krzeszowa oraz węgla kamiennego, wapienia i marmuru w rejonie Okrzeszyna.

### Budowa i uruchomienie linii

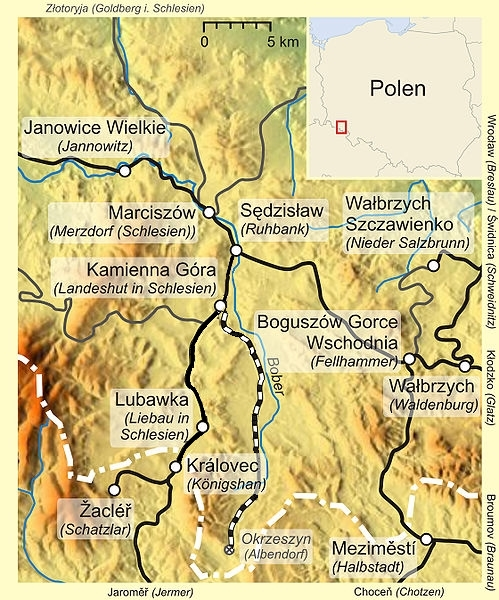
Linia Kamienna Góra – Okrzeszyn na tle okolicznej sieci kolejowej

16 czerwca 1897 roku władze rejencji w Legnicy wydały spółce koncesję na budowę i użytkowanie linii kolejowej wzdłuż dolin rzeki Zadrny i Ostrożnicy w kierunku wsi Okrzeszyn przy granicy austro-węgierskiej.
Roboty pomiarowe, a następnie budowlane rozpoczęto jesienią 1897 roku. Według niektórych źródeł, właściwe prace budowlane wykonano w zaledwie 10 miesięcy.
Liczącą 21,56 km linię otwarto 2 października 1899 roku. Budowa pochłonęła 2,2 mln marek, przy czym państwo pruskie, władze prowincji, powiat oraz miasto Chełmsko Śląskie udzieliły wykonawcom bezzwrotnej pomocy na kwotę 292 000 marek.
Łączna długość wszystkich torów, ułożonych na jednotorowej, normalnotorowej trasie z mijankami, wyniosła 26 kilometrów. Największe przedsięwzięcie stanowiła budowa kratownicowego mostu nad rzeką Bóbr i obecną ulicą Wiejską w Kamiennej Górze, liczącego 72 metry długości. Przeprowadzenie linii w rejonie Okrzeszyna wymagało również wykonania kilku większych wykopów w skalistym gruncie. W Krzeszowie, Chełmsku Śląskim i Okrzeszynie wzniesiono stacje kolejowe, natomiast pomiędzy nimi – w Czadrówku, Jawiszowie i Uniemyślu – urządzono przystanki. Przy punktach handlowych wzniesiono podobne do siebie, charakterystyczne budynki z cegły klinkierowej, z elewacją przedzieloną ozdobnie kolorowymi (żółtymi lub czarnymi) poziomymi pasami. W Chełmsku Śląskim, w połowie drogi kolejowej z Krzeszowa do Okrzeszyna, ulokowano administrację spółki. Przy końcowej stacji w Okrzeszynie wybudowano lokomotywownię i warsztaty kolei (depo), na dworcu natomiast ulokowano urząd celny.

### Eksploatacja linii przed II wojną światową
Za sprawą uruchomienia Kolei Doliny Zadrny, leżąca od 1869 roku na ważnym szlaku do Austro-Węgier stacja w Kamiennej Górze, uzyskała status lokalnego węzła kolejowego.
W 1901 roku, między Kamienną Górą a Czadrowem uruchomiono nowy przystanek w Czadrówku.
Inwestorzy od początku istnienia kolei dążyli do rozbudowy linii na drugą stronę granicy prusko-austriackiej, postulując połączenie z pobliskim Trutnovem. Co więcej, w 1908 roku w odległości zaledwie 3 kilometrów od stacji w Okrzeszynie wzniesiono stację Petříkovice, położoną na zbudowanej przez austriacko Cesarsko-Królewskie Koleje Państwowe linii Trutnov – Teplice nad Metují. Oprócz istotnych przeszkód terenowych na drodze między Okrzeszynem a Petříkovicami, z którymi już wówczas – jak dowodzi praktyka – umiano sobie poradzić (drążąc tunele o dowolnej długości i stawiając potężne konstrukcje mostowe), zasadniczym hamulcem dla rozbudowy trasy za granicę okazał się monopol państwa na prowadzenie obsługi celnej. Naciski państwa i narzucone podczas I wojny światowej ograniczenia strategiczne ostatecznie zniechęciły władze kolei do dalszych zabiegów o jej przedłużenie.

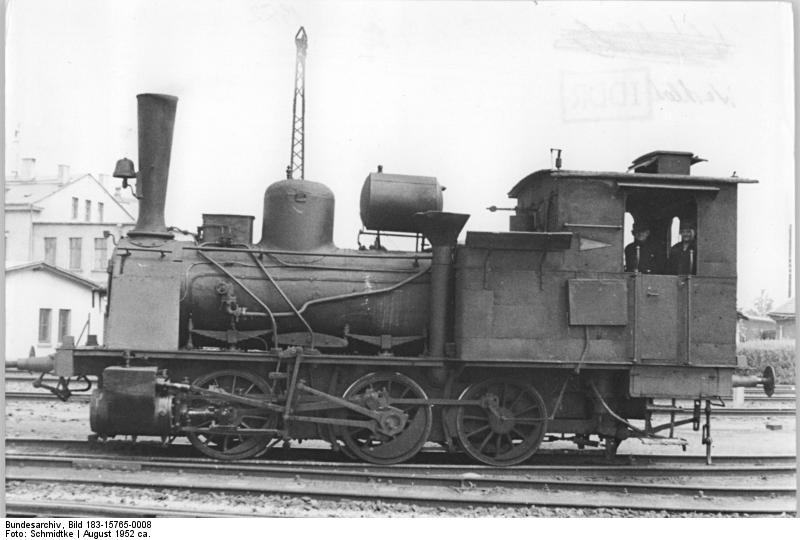
Lokomotywa pruskiego typu T 3. Według zachowanych relacji oraz ikonografii takie lokomotywy obsługiwały w początkowym okresie Kolej Doliny Zadrny.

Typowy skład pasażerski na kolejce składał się zwykle z dwóch-trzech wagonów osobowych i jednego wagonu bagażowego, prowadzonych przez niedużą lokomotywę parową – tendrzak pruskiego typu T 3. Średnia prędkość handlowa pociągów nie przekraczała 20 kilometrów na godzinę, skąd ironicznie nazywano kolej Ziederschleiche (schleichen – w języku niemieckim oznacza wlec się). Przy 4 parach pociągów do Chełmska Śląskiego i 2-3 parach docierających z Chełmska Śląskiego do Okrzeszyna roczne przewozy pasażerskie osiągały liczbę 100–150 tysięcy osób (statystycznie najwyżej 41 osób na każdy pociąg, nie wliczając w to wzmiankowanych w źródłach przejazdów okolicznościowych). Istotnymi stacjami w ruchu pasażerskim były stacje w Krzeszowie i Chełmsku Śląskim. Z pierwszej korzystali licznie pielgrzymi zmierzający do opactwa, turyści wychodzący w Góry Kamienne, czy miłośnicy wyszynku przy browarze klasztornym. Z drugiej – mieszkańcy zatrudnieni licznie w tkalniach i przędzalniach w Kamiennej Górze. Źródła podają często fakt, że z kolei korzystali często mieszkańcy i turyści wywożący z Chełmska Śląskiego znany lokalny produkt – kiełbasę wędzoną na szyszkach jodłowych – czemu kolej miała zawdzięczać przydomek kolei kiełbaskowej (niem. Werschtlaboane). Końcowa, ślepa stacja w Okrzeszynie, za sprawą przygranicznego położenia, służyć mogła turystom udającym się w stronę przejścia granicznego oraz odwiedzających Adršpašskoteplické skály.
Na kolejce nie tworzono samodzielnych składów towarowych. Wagony z towarem doczepiano do pociągów osobowych. Charakter małego węzła towarowego posiadała stacja Krzeszów, gdzie od stacji odgałęział się krótki tor do miejscowej cegielni, a później także bocznica do kopalni odkrywkowej piasku. W Chełmsku Śląskim, gdzie funkcjonowały m.in. liczne zakłady tkackie, fabryki dywanów, znana masarnia i spora roszarnia, obsługiwano dziennie 20-25 wagonów towarowych. Mimo sporego potencjału w postaci wspomnianych zakładów, kamieniołomu w Uniemyślu oraz kamieniołomów i eksploatowanych po I wojnie światowej złóż węgla kamiennego wkoło Okrzeszyna, przewozy towarowe na kolejce były niewielkie, rzędu 30 tysięcy ton rocznie. Wobec postępującego spadku przewozów towarowych, wagony towarowe kolei przekazano w 1935 roku kolejom państwowym.
W 1934 roku kolejce przybyła konkurencja. Z Kamiennej Góry przez miejscowości, którymi przebiegała kolej, uruchomiono komunikację autobusową do Adršpachu i Teplic nad Metují. Inaczej jednak niż w przypadku np. kolei w Środzie Śląskiej (w 1936 r.), autobusy nie przyczyniły się tutaj do zaprzestania przewozów pasażerskich. W 1935 roku lokalna społeczność przeprowadziła zbiórkę na rzecz remontu kolei i trasa została wyremontowana.

### Dzieje kolei po II wojnie światowej
Po II wojnie światowej i zmianie granic państwowych, we wrześniu 1945 roku linię włączono w skład Polskich Kolei Państwowych.
Wyludnienie terenów przygranicznych spowodowało spadek przewozów pasażerskich, które zawieszono całkowicie w 1954 roku. Ruch towarowy na odcinku Okrzeszyn – Chełmsko Śląskie zawieszono w 1959 roku, Chełmsko Śląskie – Krzeszów w 1987 roku. Wybudowaną w 1973 roku bocznicę kolejową z Krzeszowa do Krzeszówka eksploatowano do 1990 roku i wtedy to całkowicie ruch towarowy na całej linii zawieszono. Odcinek Okrzeszyn – Chełmsko Śląskie rozebrano w roku, Chełmsko Śląskie – Krzeszów w 1988 roku, a bocznicę do Krzeszówka w 1999 roku.
Ostatni przejazd pasażerskiego pociągu specjalnego (pielgrzymkowego) miał miejsce 15 sierpnia 2002 r. W 2014 i 2015 roku na krótkim, przejezdnym odcinku linii w pobliżu stacji Krzeszów prowadzono ruch drezynowy.
Właściciel kamieniołomu w Okrzeszynie zabiegał w 2015 roku o adaptację nasypu po zlikwidowanym odcinku linii nr 330 na drogę technologiczną, umożliwiającą wywóz urobku z kopalni z pominięciem drogi publicznej. Planom sprzeciwiał się miejscowy samorząd, który deklarował wówczas zamiar wybudowania na nasypie ścieżki rowerowej.